# Politika
Politika (Политика en grafía serbia) es un periódico serbio fundado en el 25 de enero de 1904 por Vladislav Ribnikar. A día de hoy está considerado el diario más antiguo de los Balcanes. En la actualidad la editorial PNM es la mayor accionista tras una fusión entre Politika AD y WAZ-Mediengruppe. PNM también publica la revista diaria deportiva Sportski žurnal y otra sobre ordenadores y nuevas tecnologías titulada Svet Kompjutera entre otras publicaciones más como Politikin zabavnik, esta última fue fundada en 1939. Tanto en Serbia como en Montenegro, la PNM es la propietaria de cerca de 1.100 de kioscos.
Desde su primera edición, en las páginas de Politika han aparecido personajes célebres de la sociedad serbia y yugoslava.